# Bellezas en la nieve
Bellezas en la nieve fue un programa de televisión, versión española del italiano Bellezze sulla neve de Canale 5, emitido por Telecinco en 1992. Se trataba del formato invernal del concurso Bellezas al agua, emitido por la misma cadena. 

## Mecánica
Basado en el programa Juegos sin fronteras, el espacio estaba presentado por Andoni Ferreño y las modelos Mar Flores y Maribel Sanz. 
Como indica su título, el programa se basa en juegos ambientados en la nieve. Se enfrentan cuatro equipos de diversas naciones (España, Austria, Italia y Alemania), que representan localidades turísticas de sus respectivos países.
El espacio se grabó en los Alpes italianos y las actuaciones musicales en el Palacio de Bormio.
Se emitió simultáneamente por Canale 5 (Italia), Telecinco (España), ORF (Austria) y SAT.1 (Alemania).

## Resultados

### Programa 1
Palacio de Bornio, Italia
Juegos: Regalos de Navidad (hielo), Las copas de helado (hielo), Osos recogiendo miel (nieve), Juego musical (1º ronda, hielo), Huskies recolectando frutos (nieve), El ataque del reno (fil rouge, hielo), Chefs y camareros (hielo)
| Puesto | País     | Ciudad    | Puntos |
| ------ | -------- | --------- | ------ |
| 1      | Italia   | Abetone   | 19     |
| 2      | España   | Cerdanya  | 19     |
| 3      | Austria  | Kitzbühel | 17     |
| 4      | Alemania | Godshorn  | 13     |

Al quedar empatados Italia y España al terminar todos los juegos, Italia fue declarada vencedora por haber tenido mejor puntuación en el fil rouge, al quedar en primer lugar, mientras que el equipo español sólo fue tercero.
El presentador, Claudio Lippi, dio una puntuación incorrecta al equipo italiano al final del programa, anunciando que habían conseguido 14 puntos. No afectó a la clasificación final.

### Programa 2
Tema de los juegos: España
Juegos: La corrida de toros (hielo), El torero y los abanicos (hielo), Encendiendo antorchas (nieve), Juego musical (hielo), Las macetas de flores (nieve), Sancho panza (fil rouge, hielo), Recogiendo el sombrero del torero (hielo)
En el segundo juego, jugado por los niños de los equipos, tan sólo el equipo español logró 1 abanico, mientras que el resto de equipos no logró coger ninguno en el tiempo límite. Inicialmente se dieron 4 puntos a España y 1 punto al resto de equipos al no haber realizado ningún progreso, sin embargo, los jueces decidieron que, al ser un juego para niños, se darían 3 puntos al resto de equipos. Esto no afectó al resultado final ya que Alemania hubiese ganado de igual forma por un punto.
| Puesto | País     | Ciudad      | Puntos |
| ------ | -------- | ----------- | ------ |
| 1      | Alemania | Nesselwang  | 23     |
| 2      | España   | La Molina   | 20     |
| 3      | Austria  | Weissensee  | 16     |
| 4      | Italia   | Val Rendena | 15     |